# ディー・エフ・エル・リース
ディー・エフ・エル・リース株式会社（DFLリース、英: DFL Lease Company Limited）は、かつて存在したリース業を主な事業としていた企業。株式会社りそなホールディングスの完全子会社であった。

## 沿革
- 1982年01月 - 大和銀行（現・りそな銀行）グループ企業として大和ファクター株式会社設立[2]。
- 1984年06月 - 大和ファクター株式会社から大和ファクター・リース株式会社へ社名変更[2]。
- 2004年01月 - りそな銀行及びそのグループ会社並びにグループ外の株主が保有する当社株式の合計95%をダイヤモンドリース（現・三菱HCキャピタル）に譲渡し、ダイヤモンドリースの連結子会社となる[2][4]。ディー・エフ・エル・リース株式会社へ社名変更。りそな銀行と業務提携契約を締結[2]。
- 2018年04月 - 不動産子会社のDFLプロパティ株式会社を設立[3]。
- 2018年07月 - りそなホールディングスを引受先とする第三者割当増資を実施し、りそなホールディングスの持分法適用関連会社となる[2][5][6]。
- 2023年（令和5年）11月 - 同じく三菱HCキャピタルの連結子会社であり、りそなホールディングスの持分法適用関連会社である首都圏リースと共に三菱HCキャピタルが保有する全株式をりそなホールディングスに譲渡する契約を締結[7][8]。
- 2024年（令和6年）1月 - 三菱HCキャピタルによる全株式譲渡によりりそなホールディングスの完全子会社となる[2][9]。
- 2024年（令和6年）2月 - 首都圏リースと合併することについて合意、同年4月1日に合併しりそなリース株式会社に社名変更[10][11]。

## 事業所所在地
- 本社 - 大阪市中央区伏見町4丁目1番1号 明治安田生命大阪御堂筋ビル11階[2]
- 支店
  - 東京支店 - 東京都千代田区神田美土代町9番地1 JRE神田小川町ビル10階[2]
  - 福岡支店 - 福岡県福岡市中央区天神1丁目12番1号 日之出福岡ビル2階[2]

## 加盟団体
- 社団法人リース事業協会